# Turostowo
Turostowo (prononciation : [turɔsˈtɔvɔ]) est un village polonais de la gmina de Kiszkowo dans le powiat de Gniezno de la voïvodie de Grande-Pologne dans le centre-ouest de la Pologne.
Il se situe à environ 3 kilomètres au sud de Kiszkowo (siège de la gmina), à 24 kilomètres à l'ouest de Gniezno (siège du powiat) et à 30 kilomètres au nord-est de Poznań (capitale régionale).
Le village possédait une population de 405 habitants en 2013.

## Histoire
De 1975 à 1998, le village faisait partie du territoire de la voïvodie de Poznań.

Depuis 1999, Turostowo est situé dans la voïvodie de Grande-Pologne.